# 神酒海
酒海(Mare Nectaris)是位于月球近月面静海南面和丰富海西南的小月海(较月球表面其它部分明显更暗的火山熔岩平原)。月海东面与比利牛斯山脉接壤，西北侧则连接狂暴湾，面积84000平方公里。
几座大型陨石坑坐落在酒海的边界上，其中最大的一座是被熔岩淹没的弗拉卡斯托罗环形山(124公里)，与月海南岸融合； 西北岸附近是一组突出的、100公里大小的陨石坑：西奥菲勒斯环形山、西里尔环形山和凯瑟琳环形山；另一个显目的地表特征是酒海北部的"幽灵陨石坑"-达盖尔陨石坑，几乎完全已被熔岩覆盖了。
酒海位于直径860公里的撞击盆地中央，该盆地形成于38-39亿年前，标志着月球地质年代中酒海纪时代的开始，盆地边缘保存最完好的(西南部)部分，被称为阿尔泰峭壁。
酒海的熔岩地层比盆地本身更年轻，月海地层深约1000米，主要属酒海纪期和早雨海世期，但伴有晚雨海纪地质层。月海东北侧西奥菲勒斯环形山则为爱拉托逊纪期，因此，该环形山比月海东南部地质更年轻。月海西北侧发生的大幅沉降则形成了略显弓状的地堑。
1968年，美国五艘月球轨道飞船的多普勒跟踪仪在酒海中心探测到了一个质量瘤或重力场。后来的轨道飞行器如：月球探勘者和圣杯号探测器等都确认并精确地测绘了该质量瘤。

## 参考资料

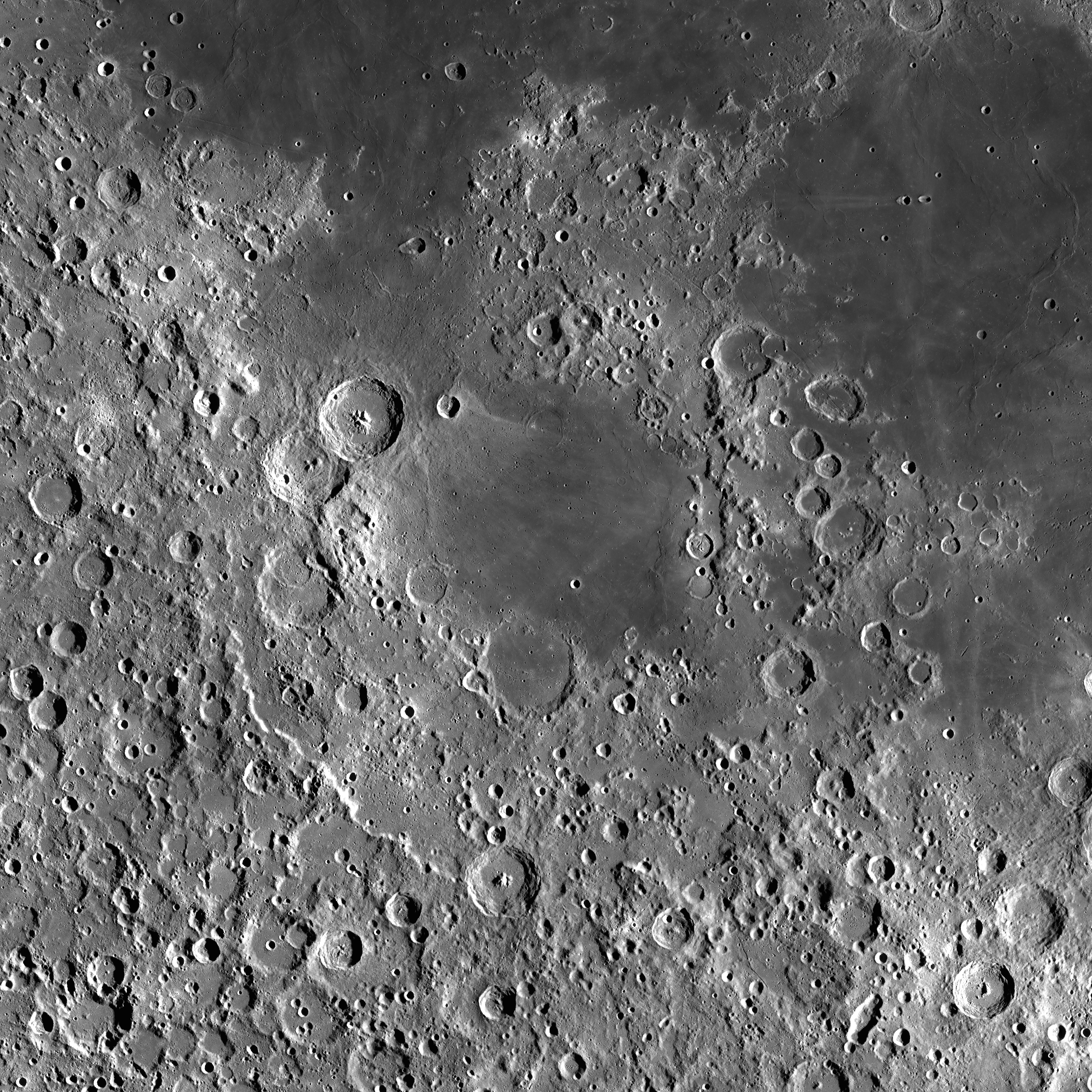
酒海盆地(月球勘测轨道飞行器拼接图)，左下细亮的条纹是阿尔泰峭壁。
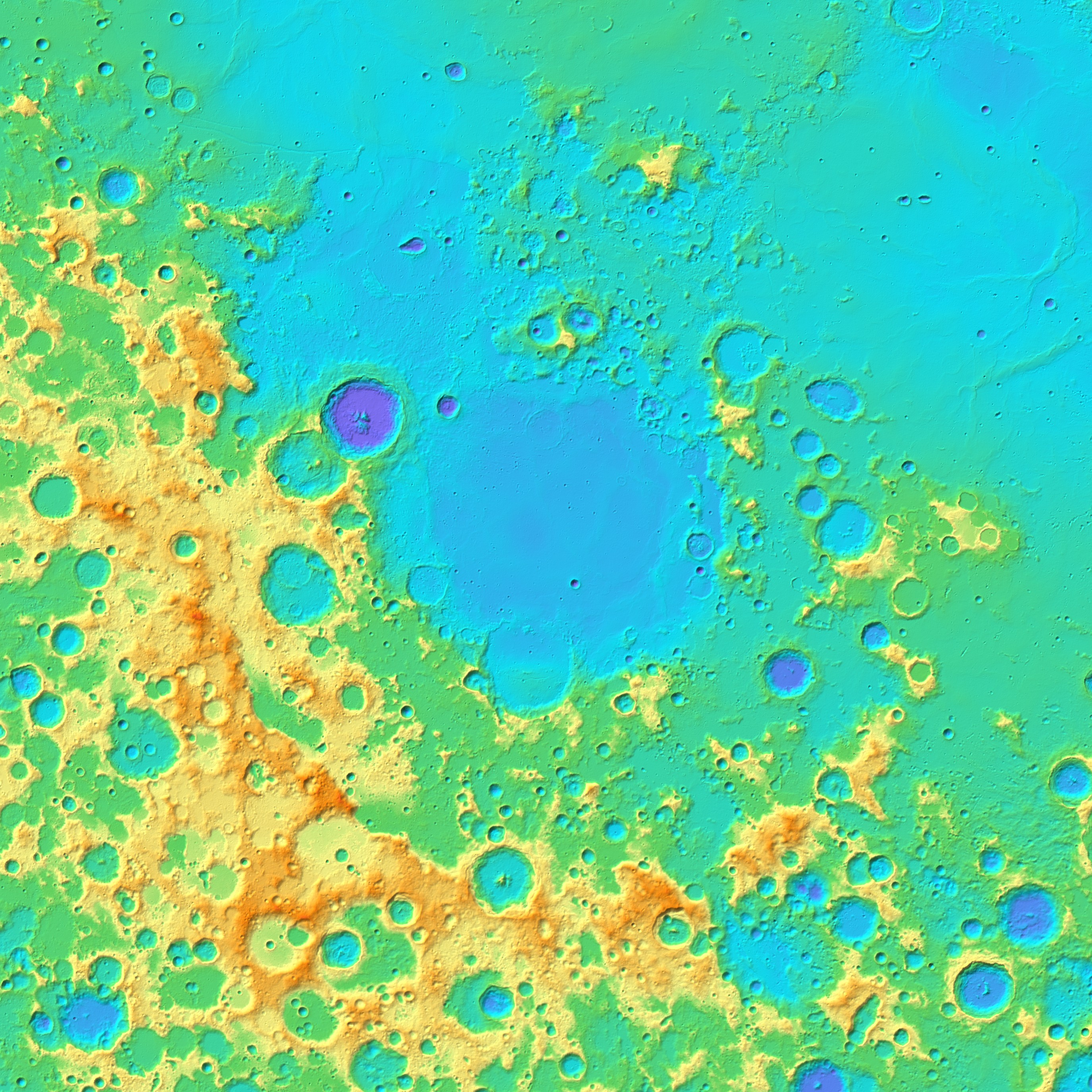
同一地区地形图(月球勘测轨道飞行器数据)
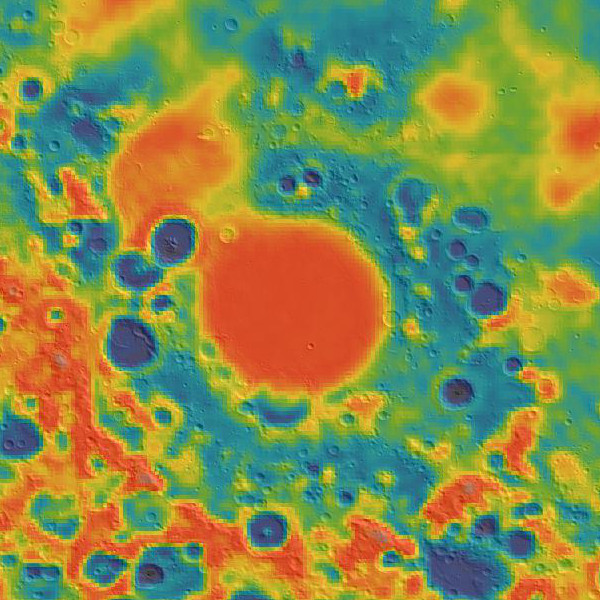
根据圣杯号飞船数据测绘的重力图